# Kabale und Liebe (1959, Harald Braun)
Kabale und Liebe ist eine deutsche Fernseh-Verfilmung des gleichnamigen Dramas von Friedrich Schiller.

## Handlung
Die Handlung des Films folgt der literarischen Vorlage:
Der junge Adlige Ferdinand und die Bürgerstochter Luise lieben sich. Doch Ferdinand soll Lady Milford, die ehemalige Geliebte des Herzogs, heiraten. Ferdinands Vater und dessen Sekretär Wurm, der ein Auge auf Luise geworfen hat, wollen das Liebespaar auseinanderbringen. Durch einen Brief, den Luise an einen angeblichen Geliebten zu schreiben gezwungen wird, erregen sie Ferdinands Eifersucht. Dieser will nun mit Hilfe einer vergifteten Limonade erst Luise und dann sich selbst töten. Erst kurz vor dem gemeinsamen Tod erfährt er, dass Luise ihm treu war.

## Produktion
Der Film wurde vom Nord- und Westdeutschen Rundfunkverband (NWRV) produziert und am 1. Januar 1959, zum Auftakt des Schiller-Jubiläumsjahres (200. Geburtstag), zum ersten Mal ausgestrahlt. Eine frühere Fernsehversion der ARD erschien bereits am 10. Mai 1955.

## Rezeption
Die Hörzu merkte an, Heidi Mentz sei der Rolle der Luise „nicht ganz gewachsen“ gewesen. Der Gong bescheinigte dem Regisseur ein "sichere[s] Fingerspitzengefühl für die Dosierung des Pathos", trotzdem bleibe der Zuschauer „immer ein wenig in Distanz“. In der Programmzeitschrift Hören und Sehen wurde eine „allzu künstliche Regie“ kritisiert, durch die die Tragödie dem Zuschauer „eher entrückt als nähergebracht“ wurde.